# Patrick Dama
Patrick Dama (* 5. April 1976) ist ein ehemaliger deutscher Fußballspieler.
Begonnen hat er bei Kickers Viktoria Mühlheim, wechselte dann zu Eintracht Frankfurt. In den Saisonen 1999/2000 und 2000/01 war er im Aufgebot von Kickers Offenbach, ging dann für zwei Jahre zur LR Ahlen. In der Saison 2003/04 legte er ein Intermezzo beim SV Wehen ein und war dann drei Jahre Spieler der Sportfreunde Siegen. Seit Ende 2007 spielt er wieder bei seinem Heimatverein.